# (3578) Carestia
(3578) Carestia es un asteroide que forma parte del cinturón exterior de asteroides y fue descubierto el 11 de febrero de 1977 por el equipo del Observatorio Félix Aguilar desde el observatorio de El Leoncito, Argentina.

## Designación y nombre
Carestia fue designado inicialmente como 1977 CC.
Más tarde, en 1994, se nombró en honor del astrónomo argentino Reinaldo Augusto Carestia (1932-1993).

## Características orbitales
Carestia orbita a una distancia media del Sol de 3,211 ua, pudiendo acercarse hasta 2,542 ua y alejarse hasta 3,879 ua. Su inclinación orbital es 21,31 grados y la excentricidad 0,2082. Emplea en completar una órbita alrededor del Sol 2101 días.

## Características físicas
La magnitud absoluta de Carestia es 10,1. Tiene 57,8 km de diámetro y un periodo de rotación de 9,93 horas. Su albedo se estima en 0,0121.